# David Muntaner Juaneda
Sebastián David Muntaner Juaneda (Palma de Mallorca, 12 de julio de 1983) es un deportista español que compite en ciclismo en las modalidades de pista, especialista en la prueba de madison, y ruta.
Ganó dos medallas en el Campeonato Mundial de Ciclismo en Pista, oro en años 2014 y plata en 2013, y una medalla de plata en el Campeonato Europeo de Ciclismo en Pista de 2013.
Participó en dos Juegos Olímpicos de Verano, en Pekín 2008 obtuvo el séptimo lugar en la prueba de persecución por equipos (junto con Sergi Escobar, Asier Maeztu y Antonio Miguel Parra). En Londres 2012 quedó en 6º lugar en la prueba de persecución por equipos (junto con Sebastián Mora, David Muntaner y Albert Torres), batiendo el récord de España en esta disciplina.

## Medallero internacional
| Campeonato Mundial | Campeonato Mundial       | Campeonato Mundial | Campeonato Mundial |
| Año                | Lugar                    | Medalla            | Competición        |
| ------------------ | ------------------------ | ------------------ | ------------------ |
| 2013               | Minsk (Bielorrusia)      | Medalla de plata   | Madison            |
| 2014               | Cali (Colombia)          | Medalla de oro     | Madison            |
| Campeonato Europeo |                          |                    |                    |
| Año                | Lugar                    | Medalla            | Competición        |
| 2013               | Apeldoorn (Países Bajos) | Medalla de plata   | Madison            |

## Palmarés en Pista

### 2003
- Campeonato de España scratch

### 2009
- 1.º en Melbourne (Copa del Mundo) en madison (con Unai Elorriaga Zubiaur)
- Campeonato de España scratch
- Campeonato de España en persecución

### 2011
- Campeonato de España Madison (haciendo pareja con Albert Torres)
- Campeonato de España en persecución
- Campeonato de España en puntuación
- Campeonato de España Persecución por Equipos(haciendo equipo con Albert Torres, Juan Alberto Muntaner y Vicente Pastor)

### 2012
- Campeonato de España Madison (haciendo pareja con Albert Torres)
- Campeonato de España Persecución por Equipos (haciendo equipo con Albert Torres, Juan Alberto Muntaner y Francisco Martí)

### 2013
- 2.º en el Campeonato de Europa la modalidad de la americana  (con Albert Torres)
- 2.º en el Campeonato del Mundo la modalidad de la americana  (con Albert Torres)
- Campeonato de España Madison (haciendo pareja con Albert Torres)
- Campeonato de España Persecución por Equipos (haciendo equipo con Albert Torres, Juan Alberto Muntaner y Vicente Pastor)
- Campeonato de España en puntuación

### 2014
- 1.º en el Campeonato del Mundo la modalidad de la americana   (con Albert Torres)
- 1.º Copa del Mundo de Aguascalientes (México) en Madison (con Albert Torres)

### 2015
- 1.º Campeonato de España en Persecución por equipos
- 2.º Campeonato de España en Madison (con Albert Torres)